# Rudi sportsman
Rudi sportsman je český němý film z roku 1911. Byl jedním ze čtyř dílů grotesek o pražském švihákovi Rudim, jehož postavu si vymyslili pražský kabaretiér Emil Artur Longen a filmař Antonín Pech a natočili ve společnosti Kinofa. Tento díl je jedinou samostatnou prací Longenovou, Pech stál pouze u kamery. Další díly: Rudi na křtinách, Rudi na záletech a Rudi se žení. Film se natáčel na Letenské pláni, především na starém hřišti pražské S. K. Slávie. Film nakonec nebyl uveden do kin, jeho délka je 150,8 metrů a kopie se dochovala.

## Obsazení
| Emil Artur Longen         | Rudi sportsman |
| Rudolf Sůva               | stará paní     |
| Josef Waltner             | role neuvedena |
| členové kabaretu U Lhotků |                |

## Obsah filmu
Rudi se chce zalíbit krásné dámě, a tak se jí snaží předvést v různých druzích sportů. Je přitom ovšem značně nešikovný, jezdí na koni, na bicyklu, skáče přes překážky, hraje kopanou, předvádí se jako tenista i vodák. Dáma se nad ním nakonec smiluje a Rudi dostane hubičku.